# Кочка
Кочка — разновидность дерновины (поверхностного горизонта почв, в значительной степени состоящего из базальных частей многолетних травянистых растений). Будучи многолетними растениями, большинство видов живут более одного сезона. Отличается достаточно высокой плотностью, относительно большой высотой, а также расположением почек возобновления у образующих её растений — они находятся существенно выше уровня почвы. Кочки имеют цилиндрическую или полусферическую форму. Большинство кочкообразователей — представители семейств Злаки и Осоковые. Кочковые травы часто встречаются в качестве корма на пастбищах и декоративных трав в садах.
Территорию, покрытую кочками, называют кочкарником.
В Северном полушарии известными кочкообразователями являются те виды рода Пушица (Eriophorum) из семейства Осоковые, которые имеют укороченные корневища. Наиболее обширные кочкарники образует Пушица влагалищная (Eriophorum vaginatum).
Многие виды имеют длинные корни, которые могут достигать 2 метров или более в почве, что может способствовать стабилизации склона, борьбе с эрозией и пористости почвы для поглощения осадков. Кроме того, их корни могут достигать влаги в почве глубже, чем у других трав и однолетних растений, во время сезонных или климатических засух. Растения обеспечивают среду обитания и пищу для насекомых (включая чешуекрылых), птиц, мелких животных и более крупных травоядных, а также поддерживают полезную микоризу почвы.
Кочки и пучковые травы встречаются практически в любой среде обитания, где встречаются другие травы, в том числе: луга, саванны и прерии, водно-болотные угодья и эстуарии, прибрежные зоны, кустарники, редколесья и леса, горные и альпийские зоны, тундра, дюны и пустыни.

## Огнестойкость
Во время лесных пожаров на западе Северной Америки кочки имеют тенденцию тлеть, а не загораться, в отличие от инвазивных видов однолетних трав, которые способствуют распространению пожара.

## Рода
Примеры:
- Brachypodium
- Calamagrostis
- Chionochloa
- Deschampsia
- Festuca
- Heteropogon (тропический климат)
- Leymus
- Melica
- Muhlenbergia
- Nassella
- Stipa
- Triodia, ранее Plectrachne (Австралия)

## Виды

### Австралия
- Gymnoschoenus sphaerocephalus
- Rytidosperma pallidum
- Poa labillardierei
- Poa sieberiana

### Новая Зеландия
- Chionochloa australis
- Chionochloa flavescens
- Chionochloa oreophila
- Chionochloa rubra
- Festuca novaezelandiae
- Poa cita
- Poa colensoi
- Poa foliosa

### Северная Америка
Пучок трав:
- Aristida purpurea
- Bouteloua gracilis
- Calamagrostis foliosa — эндемик Калифорнии
- Calamagrostis nutkaensis
- Calamagrostis purpurascens
- Danthonia californica
- Eriophorum vaginatum
- Festuca californica
- Festuca idahoensis
- Festuca rubra
- Koeleria macrantha
- Leymus condensatus
- Melica californica
- Melica imperfecta
- Muhlenbergia rigens
- Nassella lepida
- Nassella pulchra
- Poa secunda
- Sporobolus heterolepis
- Sporobolus virginicus
- Tripsacum dactyloides

### Южная Америка
- Deschampsia cespitosa
- Nassella trichotoma — распространенный пастбищный сорняк в Австралии
- Poa flabellata — синонимы: Parodiochloa flabellata, Festuca flabellata, Dactylis caespitosa

### Африка
- Heteropogon contortus

### Европа
- Ampelodesmos mauritanicus
- Brachypodium sylvaticum
- Molinia caerulea

### Незлаковые кочки
- Осока сближенная
- Осока строгая
- Гания шероховатая